# Tatort: Rattenlinie
Rattenlinie ist ein Fernsehfilm aus der Kriminalreihe Tatort der ARD und des ORF. Der Film wurde vom Norddeutschen Rundfunk produziert und am 28. Mai 2000 in der ARD erstmals ausgestrahlt. Es handelt sich um die Tatort-Folge 444. Für die Kriminalhauptkommissare Paul Stoever, gespielt von Manfred Krug, und Peter Brockmöller, gespielt von Charles Brauer, war es der 39. bzw. 36. Fall, in dem sie ermitteln.

## Handlung
Ein alter Mann wird erstochen auf dem Parkplatz an der A 1 bei Hamburg-Stillhorn aufgefunden. Der Tote wird als Otto Wissing identifiziert, ein Tierpfleger im nahe gelegenen Kloster St. Marien. Er galt dort als nicht ganz einfacher Zeitgenosse und lag nicht nur mit dem Abt Josef Zumbrink überquer. Stoever und Brockmöller ermitteln getrennt: Während Brockmöller offiziell als Polizist das Kloster besucht, tarnt sich Stoever als Ruhe suchender Mensch, den es für einige Tage oder Wochen ins Kloster zieht. Dort erfährt er nach und nach Näheres über die Beziehungen innerhalb des Klosters – und auch außerhalb.
Im Unklaren bleibt etwa zunächst die Rolle des anscheinend ehrbaren Politikers Alfred Löhden, eines Ziehsohns des Abtes. Löhden war nach dem Krieg als Findelkind vom Abt großgezogen worden.
Stoever findet heraus, dass mit der wertvollen Dürersammlung des Klosters etwas nicht stimmt: Bruder Manfred, Dürer-Experte des Klosters, und Gerd Löhden, Sohn des Politikers, die ein Liebesverhältnis verbindet, haben offenbar echte Dürer gegen Kopien ausgetauscht. Stoever setzt Bruder Manfred die Pistole auf die Brust und fordert nicht nur, die Wahrheit über die Mordnacht zu hören, sondern auch die Mithilfe des Klosterbruders. Und er erfährt: In jener Nacht wankte Otto Wissing mit einem Messer in der Brust in die Galerie und verstarb dort. Gemeinsam mit seinem Partner Gerd Löhden verfrachtete Bruder Manfred die Leiche in das Auto Löhdens, letzterer fuhr den alten Mann zur Autobahnraststätte und ließ ihn dort liegen. So versuchten sie, die Aufmerksamkeit von der Galerie und den dortigen Fälschungen abzulenken.
Unklar bleibt zunächst die Rolle des alten Bruder Erich, der erst vor kurzem aus dem Ausland zurückkehrte und nun wie ein Einsiedler in seiner Klause lebt. Stoever und Brockmöller fangen eine Blutprobe ab, die der Abt an seinen Ziehsohn Löhden schicken ließ. Die Polizisten vermuten, dass mithilfe der Blutprobe ein verwandtschaftliches Verhältnis bewiesen werden soll.
In einem Gespräch mit Pater Viktor, der an einer Biografie über den Abt schreibt, erfährt Stoever, dass der Abt in der Nachkriegszeit in Rom „vom Kommunismus verfolgten deutschen Glaubensbrüdern“ geholfen hat.
Bruder Manfred gesteht dem Abt die Fälschungen der Dürer: Mit dem Verkauf der Originale wollten Gerd Löhden und er ein neues Leben beginnen. Abt Zumbrink ersinnt eine List, um ausgleichende Gerechtigkeit herzustellen. Er stellt daraufhin Bruder Manfred als Gerd Löhden  seinen Großvater vor: Bruder Erich. Da dessen Sohn Alfred Löhden von seinem Vater nichts wissen will, sieht Bruder Erich in Gerd Löhden seinen legitimen Nachfahren und übergibt ihm einen Koffer mit Geld. Bruder Manfred wiederum gibt das Geld Abt Zumbrink.
Stoever und Brockmöller ermitteln: Otto Wissing hatte Bruder Erich wiedererkannt als jenen Nazi, der ihm nach seiner Verhaftung nach einer Veranstaltung des Katholischen Arbeiterbundes 1938 als der örtliche Gestapo-Chef die Hoden zerquetscht hatte. Ernst Suder, wie Bruder Erich mit bürgerlichem Namen heißt, gelang nach der NS-Zeit mit Hilfe des Abts die Flucht nach Südamerika über die sogenannten Rattenlinien. Der Abt nahm sich Suders Sohn an und benannte ihn in Löhden um.

## Produktionsnotizen
Die Erstausstrahlung erfolgte am 28. Mai 2000. Die ARD-Sendung erreichte mit 9,13 Millionen Zuschauern einen Marktanteil von 27,06 Prozent. Wie in vielen anderen Folgen treten die Schauspieler Manfred Krug und Charles Brauer auch in dieser Folge als Gesangsduo auf: Sie singen Ave Maria No Morro.